# Радецкий (пароход)
«Раде́цкий» (нем. Radetzky, болг. Радецки) — австро-венгерский пассажирский пароход, один из символов освобождения Болгарии от турецкого владычества. В 1876 году в рейсе по Дунаю «Радецкий» был захвачен отрядом повстанцев, возглавляемым Христо Ботевым. Ботев и его соратники угрозами вынудили капитана высадить отряд на болгарском берегу неподалёку от села Козлодуй. Отряд принял участие в битве при Враце и был уничтожен, Ботев погиб. В месте высадки отряда установлена памятная стела.
В 1966 году на средства, собранные болгарскими пионерами, «Радецкий» был воссоздан как пароход-музей, пришвартован у специально оборудованной пристани в Козлодуе и время от времени совершает экскурсии по Дунаю.

## Строительство и эксплуатация
«Радецкий» построен в 1851 году на судоверфи Первого Дунайского пароходства в Обуде (Австрия). Назван в честь фельдмаршала Йозефа Радецкого. Пароход выполнял регулярные пассажирские рейсы по Дунаю, преимущественно между портами Оршова в Венгрии и Галац в Румынии.
Основные технические сведения о судне неточны, так как чертежи не сохранились. По имеющимся данным, водоизмещение судна составляло 258 тонн, длина между перпендикулярами 54,25 м, максимальная длина 56,28 м; ширина с учётом кожухов гребных колёс, расположенных по бокам, 13,20 м, ширина корпуса 7,00 м, высота борта 2,74 м, осадка — 1,07 м. Гребные колёса имели диаметр 5,38 м и совершали 29 оборотов в минуту. По данным, приводимым Т. Тодоровым, котёл вырабатывал пар с давлением до 7,5 атмосфер. Первоначально пароход был оснащён паровой машиной с осциллирующим цилиндром цюрихской фирмы «Escher Wyss & Cie.» мощностью 350 л.с. и имел две трубы. После капитального ремонта в 1861 году пароход оснастили компаунд-машиной и одну трубу убрали. Вероятно, позднее паровую машину меняли вновь. Пароход развивал скорость до 7-8 км/ч против течения Дуная, до 12 км/ч по течению и по классификации Ллойда относился к быстроходным почтовым судам. Конструкция парохода позволяла ему ходить в условиях верхнего, среднего и нижнего Дуная. На судне могли разместиться 350 пассажиров.
Корпус парохода был окрашен в белый и коричневый цвета, труба была чёрной, буквы названия — синими с жёлтой и коричневой тенью. Иллюминаторы нижней палубы круглые. Окна надстройки на верхней палубе прямоугольные с деревянными ставнями. На носу была укреплена деревянная фигура, изображающая генерала Радецкого. На пароходе были двух- и четырёхместные каюты, отделанные красным плюшем салоны первого класса и обитые чёрной кожей гостиные второго класса. Экипаж «Радецкого» состоял из 24 человек, включая обслуживающий персонал. Экипаж был обмундирован в двубортные синие кители с золотыми пуговицами с монограммой Дунайского пароходства.
После исторических событий 1876 года и до конца 1913 года судьба судна практически неизвестна. Последнее упоминание о плавании «Радецкого» к берегам Болгарии относится к 1910 году. Не существует и единой точки зрения о последних днях парохода. По одним источникам, он был списан и уничтожен в 1914 году. Другие источники утверждают, что «Радецкий» списан в 1918 году, а уничтожен в 1924 году. Сохранились некоторые подлинные реликвии исторического парохода: флаг с гербом, печать, первая лицензия. Эти предметы брат капитана Энгландера передал царю Борису III.
Экспонаты хранились в Этнографическом музее в Софии, но погибли при бомбёжке во время Второй мировой войны.

## «Радецкий» в болгарской истории
О многом мог бы рассказать Дунай:

Хотя б о том, как на пути к немецкой

Земле, австрийский пароход «Радецкий»

Был полонён одной из смелых стай.

Попробуй в простолюдине узнай

Борца за независимость, в чьей детской

Душе взметнулся пламень молодецкий:

Мечта поэта, крылья распластай!

Так из Румынии, страны напротив,

Водитель чет, отважный Христо Ботев,

Свою дружину сгрудил в Козлодуй,

И на Врачанском окружен Балкане

Турецкою ордой, на поле брани

Сражен, воззвал он к смерти: «Околдуй!»

### Подготовка к переправе
Подготовка восстания за национальное освобождение Болгарии началась за несколько месяцев до событий 1876 года. Комитеты повстанцев, расположенные в Румынии, формировали вооружённые отряды, которые в назначенное время требовалось переправить на территорию Болгарии. Среди других вариантов был и предложенный Панайотом Хитовым план захвата австрийского пассажирского парохода. Этот способ не только обеспечивал внезапность, но и был достаточно эффектным, поскольку предполагал участие в возможном последующем расследовании захвата судна зарубежных властей, дипломатических кругов и европейской прессы. По свидетельствам участников событий, из четырёх пассажирских пароходов, курсировавших по Дунаю, Ботев выбрал «Радецкий» за имя, данное в честь славянского генерала, что должно было стать добрым предзнаменованием.
Повстанцы несколькими группами прибыли в разные румынские города на берегу Дуная к 15 (27) мая 1876 года, когда Апрельское восстание было уже практически подавлено. Повстанцы были одеты в крестьянскую одежду, но везли в багаже униформу, боеприпасы и продовольствие. В ящиках под видом товаров, отправляемых в Кладово, было упаковано оружие. В снаряжении отряда принимали участие румынские общественные деятели, билеты для всего отряда до Кладово, Видина, Калафата и других городов за 650 франков купил купец из Джурджу Иван Стоянов, болгарин из Русе.

### Захват парохода повстанцами под руководством Христо Ботева
16 (28) мая 1876 года «Радецкий» выполнял рейс из Галаца в Вену. На пристанях Брэила, Олтеница, Джурджу, Зимнича, Турну-Мэгуреле на борт парохода поднялось около сотни повстанцев. По свидетельству участников, румынские полицейские и таможенники способствовали погрузке отряда и снаряжения. В Джурджу места в I классе заняли Христо Ботев и несколько его соратников, путешествовавшие под видом румынских торговцев. Другие члены отряда маленькими группами разместились на открытой палубе III класса. Утром 17 (29) мая на пристанях Корабия, Оряхово и Бекет к отряду присоединились ещё около ста бойцов, в Корабии была погружена и основная часть оружия. Всего на «Радецком» находилось более трёхсот пассажиров, из них 175 — повстанцы.
После отплытия из Корабии во II классе состоялось краткое собрание актива повстанцев. По согласованному плану Ботев, Никола Войновски, священник Сава Катрафилов и владевший немецким языком Давид Тодоров должны были предъявить капитану «Радецкого» требование высадить отряд на болгарском берегу в Козлодуе, а в случае сопротивления арестовать его и принять управление пароходом. Йордан Йорданов отвечал за захват машинного отделения, ещё несколько небольших отрядов должны были обеспечить контроль над другими службами судна и организовать раздачу оружия бойцам.

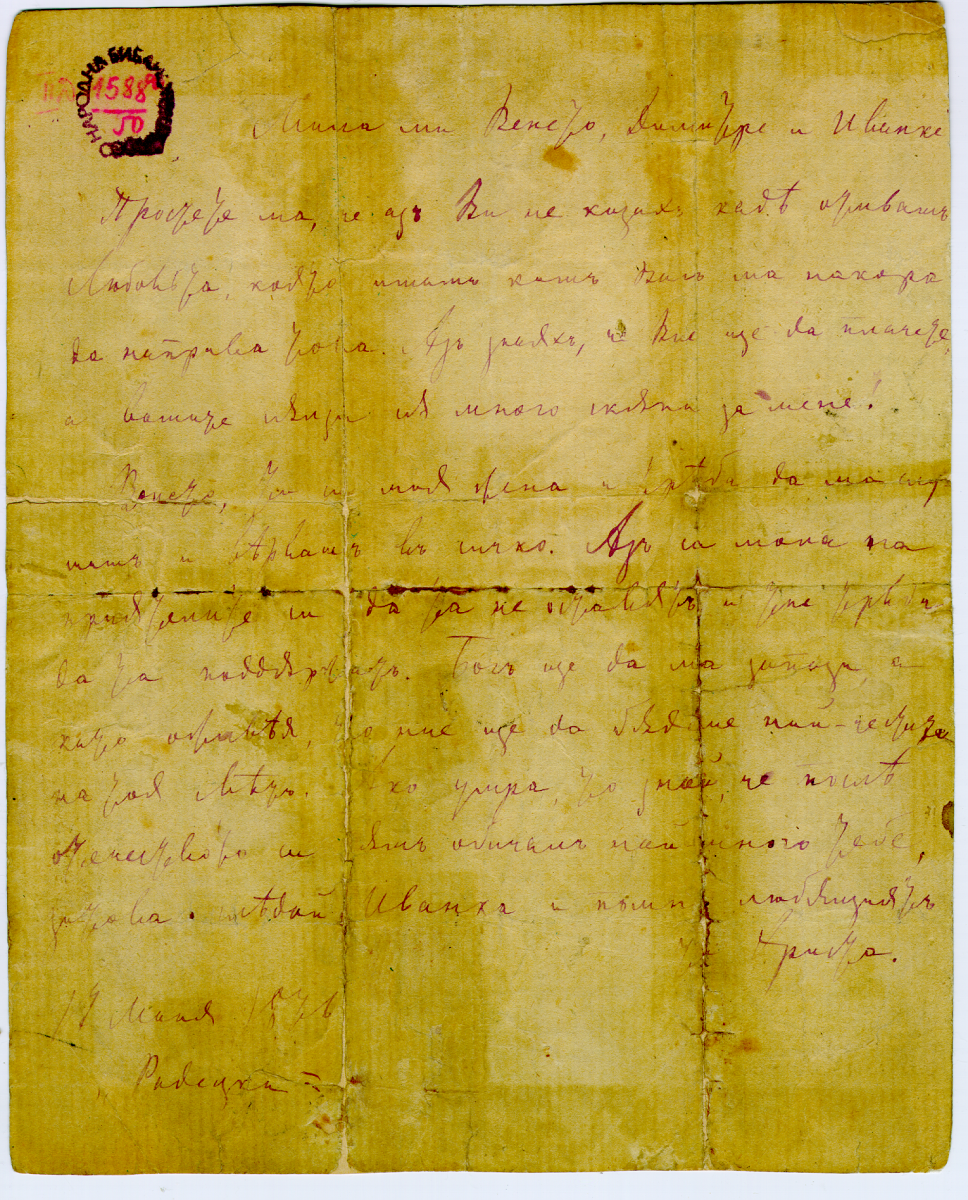
Письмо Христо Ботева его семье, написанное 17 мая 1876 года на пароходе «Радецкий»

В Бекете на берег сошёл Димитр Горов с письмами родным повстанцев и текстом телеграммы для прессы. Через час после отплытия, в 12:30 по судовому времени, Христо Ботев и члены штаба переоделись в униформу и вышли на палубу. По приказу «К оружию!» крышки ящиков были разбиты, отряд моментально вооружился и развернул зелёное знамя повстанцев с вышитым золотом львом. Экипаж был захвачен врасплох и не оказал сопротивления, пассажиров охватила паника. Ботев, угрожая пистолетом, потребовал от первого помощника капитана исполнять его требования и вручил манифест. Впоследствии исследователи высоко оценили текст манифеста Ботева, снимавший ответственность с капитана и пароходства. Вскоре под конвоем привели и капитана «Радецкого» Дагобера Энгландера. После напряжённых получасовых переговоров с предводителями повстанцев, сопровождавшихся угрозами затопить пароход, Энгландер согласился высадить отряд на болгарском берегу на 1-2 километра выше села Козлодуй, в отдалении от турецкого поста. Позднее, на допросе в Вене, капитан Энгландер утверждал, что если бы не подчинился требованиям бунтовщиков, то непременно был бы расстрелян. Во время переговоров Катрафилов находился на капитанском мостике и управлял пароходом, замедлившим ход. В команде Ботева имелся и лоцман, знавший реку в месте высадки.
Далее командование «Радецким» вновь принял Энгландер. Сперва он потребовал увеличить ход, чтобы оторваться от турецкого военного парохода, двигавшегося за «Радецким» ещё от Силистры. Чтобы не быть замеченными турецкими отрядами с берега, капитан рекомендовал спрятать оружие, униформу и знамя и приказал матросам опустить боковые тенты. Энгландер собрал и проинструктировал экипаж, ободрил пассажиров, а также испросил у Ботева дополнительное удостоверение, что «Радецкий» изменил курс под влиянием силы.

### Высадка отряда

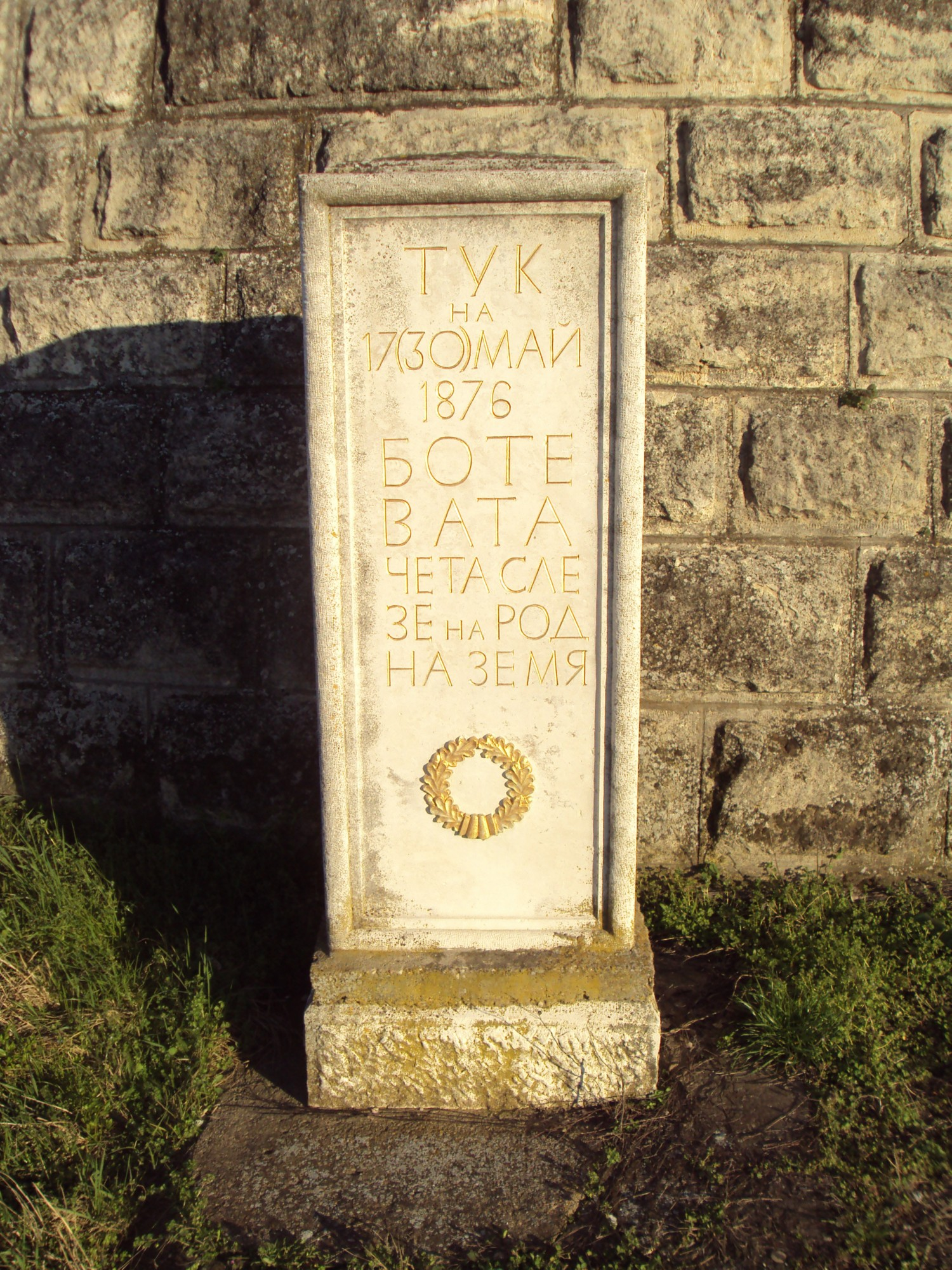
Стела в месте высадки отряда Ботева

В 14 часов 30 минут 17 (29) мая 1876 года «Радецкий» приступил к маневрированию для высадки отряда. Место для высадки должно было быть достаточно глубоким, чтобы гребные колёса парохода могли работать, приблизиться к берегу можно было лишь носовой частью. При этом нужно было достаточно глубоко воткнуть нос в илистое дно и таким образом закрепить судно. Во время манёвра два матроса постоянно проверяли глубину. «Радецкому» удалось приблизиться к берегу на расстояние около двух метров, с носа парохода на берег перебросили крепкую доску. Во время высадки машина продолжала работать, чтобы пароход не сносило течением. Повстанцы непрерывным потоком сходили на берег, многие падали на колени и целовали землю. Христо Ботев пожал руку капитану Энгландеру и, не сказав ни слова, покинул пароход. К отряду уже приближались турки, началась стрельба. Повстанцы, оставшиеся на борту, требовали установить ещё один трап и едва не расстреляли капитана за саботаж. Матросы помогли выгрузить сундуки и мешки с продовольствием. Отряд наконец собрался на берегу, выслушал короткую напутственную речь Ботева и с криками «Да здравствует Болгария» отправился в сторону Врацы. Матросы простились с повстанцами криками «Ура!», капитан помахал им фуражкой.
20 мая (1 июня) во время противостояния отряда повстанцев с турецкими солдатами у горы Околчица Ботев был убит выстрелом снайпера.
В месте высадки отряда Ботева на берегу Дуная был установлен памятный камень, а впоследствии — каменный крест и каменная стела.

### Завершение рейса
Высадив отряд Ботева, «Радецкий» задним ходом отошёл от берега и лёг на обычный курс. Никто из пассажиров и экипажа не пострадал и не лишился своих ценностей, осталась в целости и судовая касса. На палубе парохода остались брошенные повстанцами предметы крестьянской одежды, изношенная обувь, пустые мешки и сумки. Капитан велел собрать вещи в большой сундук и отправить в дирекцию пароходства, но при передаче сундука агенту в Турну-Мэгуреле в спешке не оформили надлежащие документы, в Вену сундук не прибыл и разыскать его не удалось.
«Радецкий» продолжил свой рейс. Капитан Энгландер на следующий день написал пространный отчёт, письменные объяснения дали и пассажиры. Эти документы и краткое телеграфное сообщение капитан отправил в Вену из Лома, а затем письмом из Видина известил австро-венгерское консульство. Видинский паша предложил капитану быстро доставить к месту высадки повстанцев турецкий отряд из тысячи военных, но Энгландер отказался. Для расследования действий капитана Энгландера «Радецкий» был задержан в румынском порту Оршова. Турецкие власти, рассерженные отказом, наложили запрет на плавание австрийских судов по Дунаю вблизи Северной Болгарии, но уже через несколько дней, 22 мая (4 июня) по протесту Австро-Венгрии запрет был отменён. «Радецкий» ещё некоторое время не выполнял рейсы по нижнему Дунаю.

## Память о путешествии на «Радецком»
Путешествию отряда Христо Ботева на «Радецком» посвящено известное стихотворение Ивана Вазова, написанное уже в 1876 году:
Тих бял Дунав се вълнува,
весело шуми,
и «Радецки» гордо плува
по златнѝ вълни.
В 1909 Иван Караджов написал к стихам музыку. Эта патриотическая песня исполняется как народная.
Русский поэт Игорь Северянин, находясь в 1933 году в Софии, написал сонет «Христо Ботев», посвящённый судьбе отряда. Сонет вошёл в сборник «Медальоны».
Село Радецки в Сливенской области Болгарии названо не в честь парохода. По данным исследователя истории села В. Станчева, село получило своё название в 1934 году в честь фельдмаршала Радецкого, чьё имя носит и пароход.
В 1992 году Центральный банк Болгарии выпустил памятную серебряную монету достоинством 100 левов с изображением парохода «Радецкий».

## Пароход-памятник (1966)

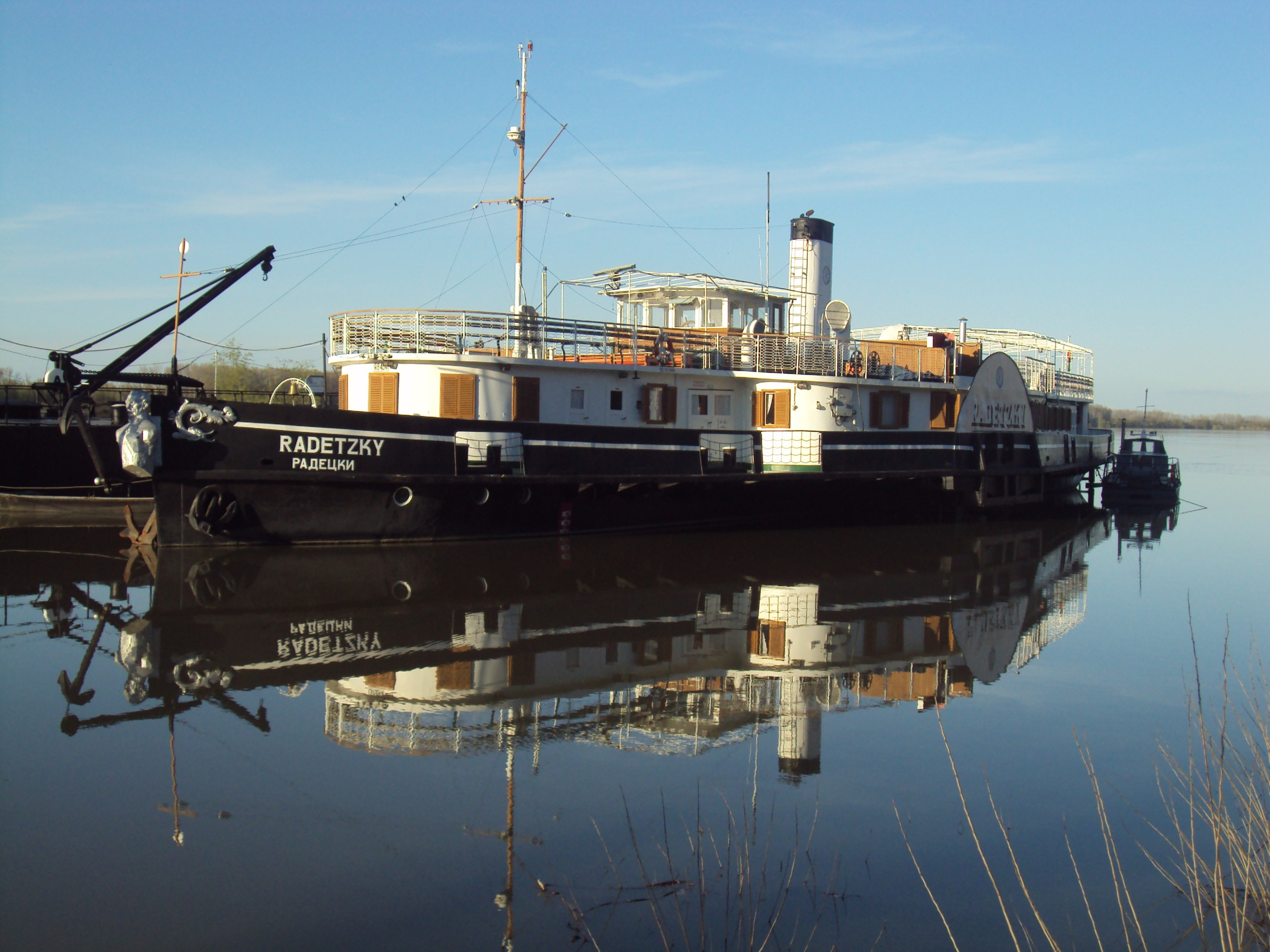

В начале 1960-х годов в Народной Республике Болгария в преддверии 90-летия со дня смерти Христо Ботева возникла инициатива восстановить пароход. Инициативу обычно приписывают пионерской организации «Семтемврийче». По другим сведениям, в редакции пионерской газеты «Септемврийче» сначала возникла мысль создать макет Козлодуйского берега и парохода «Радецкий», а затем — организовать масштабное детское движение по сбору средств на воссоздание исторического парохода. На судостроительный комбинат в Русе командировали журналистку Лиляну Лозанову, по её просьбе инженеры завода подготовили оценку стоимости строительства парохода, подобного «Радецкому», составившую 450 тысяч левов. Редакция обратилась в ЦК ДКСМ с предложением организовать молодёжное соревнование, но поддержки руководства не получила. Тогда Лиляна Лозанова открыла личный счёт в банке и внесла первые 2,5 лева, с которых начался сбор средств. 9 декабря 1964 года газета «Септемврийче» объявила о начале кампании по восстановлению парохода. За два года дети и взрослые собрали 524 478,62 левов, откликнулись 1 млн. 200 тыс. учеников.
Собранные средства были направлены на строительство корабля и его первое плавание в Вену. В 1964—1966 на Русенской судоверфи построили реплику «Радецкого» на базе парового буксира «Пловдив», построенного в Обуде в 1951 году (по другим сведениям — советского лопастного буксира 1953 года). Пароход с гребными колёсами воспроизводили по старым документам, снимкам и воспоминаниям 84-летнего художника Йожефа Корали, создавшего живописное изображение судна. 28 мая 1966 года судно было спущено на воду, 30 мая 1966 года пароход-музей «Радецкий» зашвартовался в Козлодуе и был торжественно открыт. На пионерском сборе по поводу открытия памятника присутствовал Т. Живков.
По фактическим размерам и конструкции новый «Радецкий» отличается от исторического парохода. Его максимальная длина составляет 57,9 м, максимальная ширина 17,5 м при ширине корпуса 7 м, высота борта 2,6 м, осадка 1,25 м. После переоборудования пароход несколько раз подвергался ремонту: в 1973 (после того, как пароход затонул на зимней стоянке), 1984, 1990, 1993, 2005, 2011 и 2016 годах. Ремонты оплачивались преимущественно за счёт средств, собранных учениками и пожертвованных частными фирмами. Во время ремонта в 1988—1994 годах оригинальный паровой двигатель заменён на дизель, и «Радецкий» из колёсного парохода превратился в моторное колёсное судно.
Отреставрированный пароход функционирует как музей революционно-освободительного движения, филиал Национального исторического музея. Экспозиция размещена в салоне первого класса. «Радецкий» совершает и краткие ознакомительные экскурсии по Дунаю. Пароход находится у специально приспособленной для него пристани у города Козлодуй. Объект включён в список 100 национальных туристических объектов Болгарии (№ 18).